# Ana Gerónima
Ana Gerónima o Jerónima (Madrid, ca. 1544-Trujillo, 1594/1595) va ser una religiosa clarissa descalça espanyola.
Natural de Madrid, volgué entrar en la seva joventut al convent de l'orde de les clarisses coletines de la vila, fundat en aquella època, però no va ser possible per no complir els requisits que s'exigien de classe social i va romandre així fins als 30 anys. Va aconseguir entrar a l'orde de Santa Clara el 1574, aprofitant l'avinentesa que Francisca de la Cruz i altres religioses van anar a fundar un convent a Trujillo (Càceres), que per la seva perseverança finalment la van acceptar i allà va prendre l'hàbit. Ja professa, exercí les obligacions del convent fins que fou nomenada portera de la comunitat, treballant tant per a les seves companyes com de cara als seglars que visitaven el convent. Abandonà aquest càrrec a causa d'una malaltia, eventualment perdria també la parla. Hom afirmà que tingué moltes virtuts i morí en santedat amb 50 anys, a finals de 1594 o a començaments de 1595.